# Chérancé (Sarthe)
Chérancé település Franciaországban, Sarthe megyében. Lakosainak száma 353 fő (2022. január 1.). Chérancé Grandchamp, Thoiré-sous-Contensor, Vivoin, Doucelles, Piacé, René, Rouessé-Fontaine és Fresnay-sur-Sarthe községekkel határos.

## Népesség
A település népességének változása:
| Lakosok száma | 382  | 376  | 373  | 360  | 358  | 356  | 354  | 353  | 353  |
|               | 2013 | 2015 | 2016 | 2017 | 2018 | 2019 | 2020 | 2021 | 2022 |